# 中央地塹帶

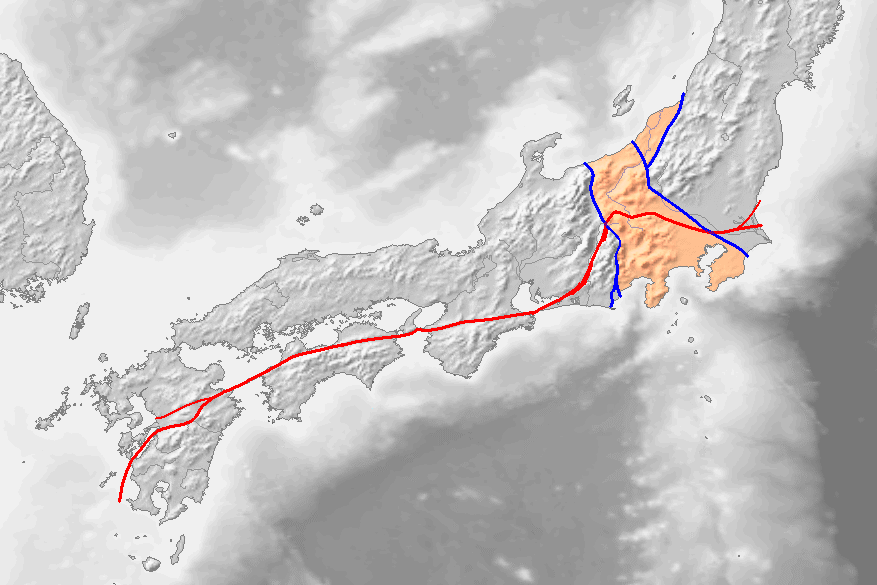
■ 中央地塹帶

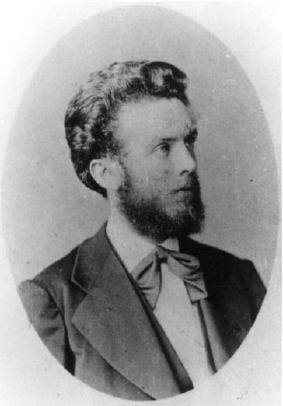
海因里希·埃德蒙·诺曼

中央地塹帶（拉丁語：Fossa magna）是日本的主要地塹帶之一， 在地質學上，它是指東北日本和西南日本的分界。日本最大的地塹。經常和糸魚川靜岡構造線混同，但是糸魚川靜岡構造線是「中央地溝帶的西緣」，非「中央地塹帶」。中央地塹帶是糸靜線往東的廣大地塹帶，是「面」而非「線」。地塹在地質學上是一沉陷的地塊、兩旁有平行斷層接壤。地殼產生斷裂變位時，地層沿著斷層線斷裂後，相對向下陷落的部分，成為地塹。「Fossa magna」在拉丁語中的意思是「大溝」。這個名字是由海因里希·埃德蒙·诺曼命名的。

## 日本地質
日本列島地處歐亞大陸板塊、北美洲板塊、太平洋板塊及菲律賓板塊四個板塊的交界處。太平洋板塊、北美洲板塊和歐亞大陸板塊、菲律賓板塊相互碰撞，使得日本列島逐漸從海中突起。就地質學來看，日本列島十分年輕。中央構造線和糸魚川静岡構造線是橫貫及縱貫日本的兩大斷層。糸魚川靜岡構造線以東一帶是日本最大的地塹中央地塹帶。在地質學上，中央地塹帶的西側是西南日本，東側是東北日本:25。中央地塹帶西側附近的地層表面覆蓋有歷史較短的火山噴出物，其下方則是誕生于中生代及古生代的地層，距今約有5億5,000萬年至6,500萬年的歷史。而中央地塹帶一帶的妙高連峰則誕生自2,500萬年前，多為堆積物及火山噴出物構成。顯示在中央地塹帶曾發生過巨大的地殼變化。西南日本以中央構造線為界，分為內带和外带:28。中央構造線北側的是高溫型的領家變成带，地質以片麻岩和花崗岩為主，而南側是高壓型的三波川變成带，以結晶片岩為主。兩條構造線迄今都仍在活動，也是日本國內火山和地震密集的地區。

## 外部連結
- Kotobank. . 日本大百科全書.   [2021-07-07]. （原始内容存档于2021-07-09） （日语）.
- Kotobank. . ブリタニカ国際大百科事典.   [2021-07-07]. （原始内容存档于2021-07-09） （日语）.